# Batuque FC
El Batuque Futebol Clube es un equipo de fútbol de Cabo Verde de la ciudad de Mindelo en la isla de São Vicente y milita en el campeonato regional de São Vicente, y en el campeonato caboverdiano de fútbol cuando logra su clasificación.

## Historia
Fue creado en 1981 por alumnoos del Liceu Lugero Lima, y es un club preocupado por la formación de jugadores. De aquí han salido muchos jugadores que han pasado por la selección de fútbol de Cabo Verde y por numerosos equipos europeos, principalmente portugueses.

## Palmarés
- Campeonato regional de São Vicente: 4

2001-02, 2002-03, 2009-10 y 2011-12
- Copa de São Vicente: 3

2006, 2010, 2014
- Supercopa de São Vicente: 3

2010, 2012, 2014
- Torneo de Apertura de São Vicente: 2

2007, 2016

## Jugadores

### Jugadores internacionales
| - Nando Neves - Fock - Anilton Foryou Cruz - Gilson Silva - Nivaldo | - Héldon Ramos - Valter Borges - Ryan Mendes - Mezenga - Joazimar Sequeira | - Rambé do Rosário - Vózihna - Humberto Rosário - Pecks - Valter Borges | - Ricardo Gomes - Ze Luis - Karr - Kevin Sousa |

## Otras secciones y filiales
El club dispone de un equipo masculino de balonmano.